# All världens morgnar
All världens morgnar (franska: Tous les matins du monde) är en roman från 1991 av den franske författaren Pascal Quignard. Den utspelar sig på 1600-talet och handlar om violinisten och kompositören Marin Marais, under den tid då han var lärling hos Monsieur de Sainte-Colombe. Den unge Marais blir intresserad av Sainte-Colombes döttrar och får bevittna hur mästaren är besatt av sin bortgångna fru.
Boken gavs ut på svenska 1992 i översättning av Astrid Lundgren. Den är förlaga till en film med samma titel som gjordes i regi av Alain Corneau och hade premiär 1991.